# Лаваль, Леонардо
Леонардо Лаваль Морено (исп. Leonardo Lavalle Moreno , родился 14 июля 1967, Мехико) — бывший теннисист из Мексики, обладатель двух титулов Уимблдонского турнира в юношеском разряде, четвертьфиналист летних Олимпийских игр 1992 года в Барселоне.

## Общая информация
Представлял свою страну на летних Олимпийских играх 1992 года в Барселоне, где потерпел поражение в четвертьфинале от будущего серебряного призёра Джорди Арресе.
Левша из Мексики выиграл за карьеру один турнир АТР в одиночном разряде (Тель-Авив, 1991).
Достиг высшей точки своей карьеры 17 марта 1986 года, когда стал номером 51 в мировой теннисной классификации.
В 1985 году Лаваль победил на Уимблдонскиом турнире в юношеском одиночном и в парном разрядах. Его одиночная победа была примечательна тем, что победитель того же года среди мужчин Борис Беккер был моложе, чем Леонардо.
Позднее Лаваль был финалистом Уимблдонского турнира в мужском парном разряде в 1991 году и дважды выходил в парный полуфинал на этих соревнованиях в 1989 и 1990 годах.